# NGC 1427A
NGC 1427A (również PGC 13500) – galaktyka nieregularna (IBm), znajdująca się w gwiazdozbiorze Erydanu w odległości około 62 milionów lat świetlnych. W tym rejonie nieba znajduje się także NGC 1427, obie te galaktyki należą do Gromady w Piecu.
NGC 1427A ma około 20 tysięcy lat świetlnych średnicy i jest podobna do Wielkiego Obłoku Magellana.
Galaktyka ta przedziera się przez ośrodek międzygalaktyczny Gromady w Piecu z prędkością około 600 km/s. Gaz należący do galaktyki zderza się z gazem międzygalaktycznym i ulega ściśnieniu tak dużemu, że w rezultacie prowadzi to do jego zapadania się pod wpływem własnej grawitacji i powstawania mnóstwa nowych gwiazd. W wyniku tego procesu NGC 1427A ma kształt grota strzały skierowanego w stronę, w którą galaktyka się przemieszcza. Siły pływowe pochodzące od sąsiednich galaktyk mogą również mieć wpływ na aktywność gwiazdotwórczą na tak wielką skalę. W ciągu następnych miliardów lat galaktyka ta ulegnie destrukcji, tracąc stopniowo gwiazdy i pozostały gaz.